# Raymond Westerling

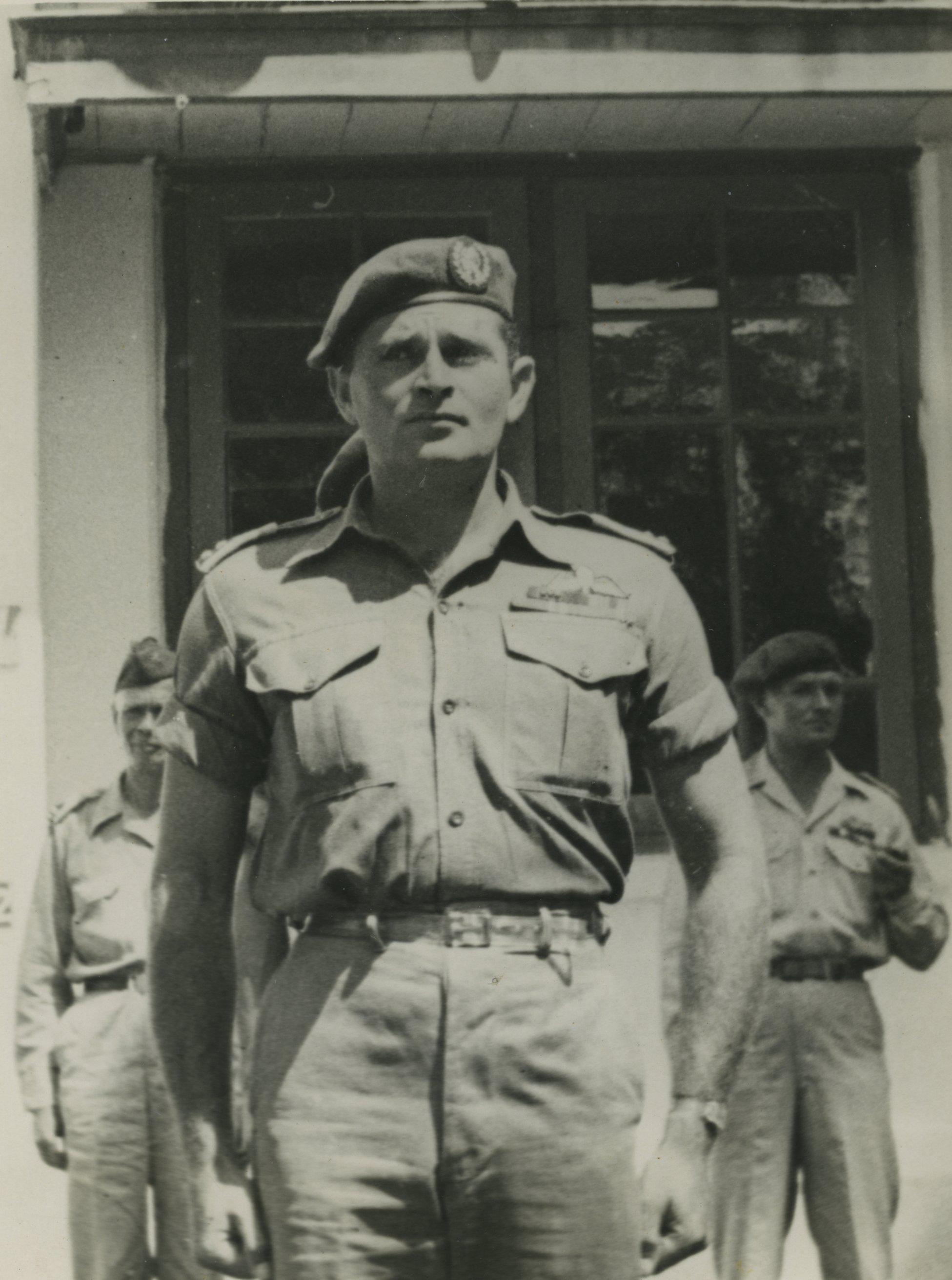
Raymond Westerling 1948

Raymond Pierre Paul Westerling (* 31. August 1919 in Istanbul, Türkei; † 26. November 1987 in Purmerend, Niederlande) war ein niederländischer Kommandeur. Während des indonesischen Unabhängigkeitskrieges nach dem Zweiten Weltkrieg war er für Massaker an der Bevölkerung von West-Java und auf Sulawesi verantwortlich.

## Istanbul
Westerling wurde in Istanbul als Kind des Niederländers Paul Westerling und der Griechin Sophia Moutzou geboren. Seine Familie gehörte zu einem Kaufmannsgeschlecht mit niederländischen Wurzeln, das sich seit mehreren Generationen in Istanbul etabliert hatte. Die kosmopolitische Umgebung führte dazu, dass Westerling mehrsprachig aufwuchs. Unklar ist, ob er jemals die niederländische Staatsangehörigkeit besessen hat.

## West-Europa
Während des Zweiten Weltkrieges meldete sich Westerling zum niederländischen Hilfskorps in der britischen Armee. Die Jahre seines Garnisonsdienstes führten ihn über Ägypten und Kanada nach England und über Indien wieder zurück nach England, bevor er schließlich in den Niederlanden eingesetzt wurde. Am 10. März 1945 wurde er bei einem deutschen Angriff mit V-1-Raketen verwundet.

## Sumatra
Nach Ende des Zweiten Weltkriegs in Europa trat Westerling in den Dienst der Königlichen Niederländisch-Indien-Armee (KNIL). Nach einem Zwischenstopp in Ceylon (heute: Sri Lanka) wurde er nach Medan, Sumatra entsandt, wo er Fallschirmeinsätze gegen die japanischen Besatzer durchführte. Formell stand er weiterhin unter britischem Befehl, aber mehr und mehr ging er seinen eigenen Weg, wobei er durch sein Organisationstalent und seine Führungsqualitäten ebenso auffiel wie durch seine kompromisslose Härte und rücksichtslose Grausamkeit.

## Süd-Sulawesi

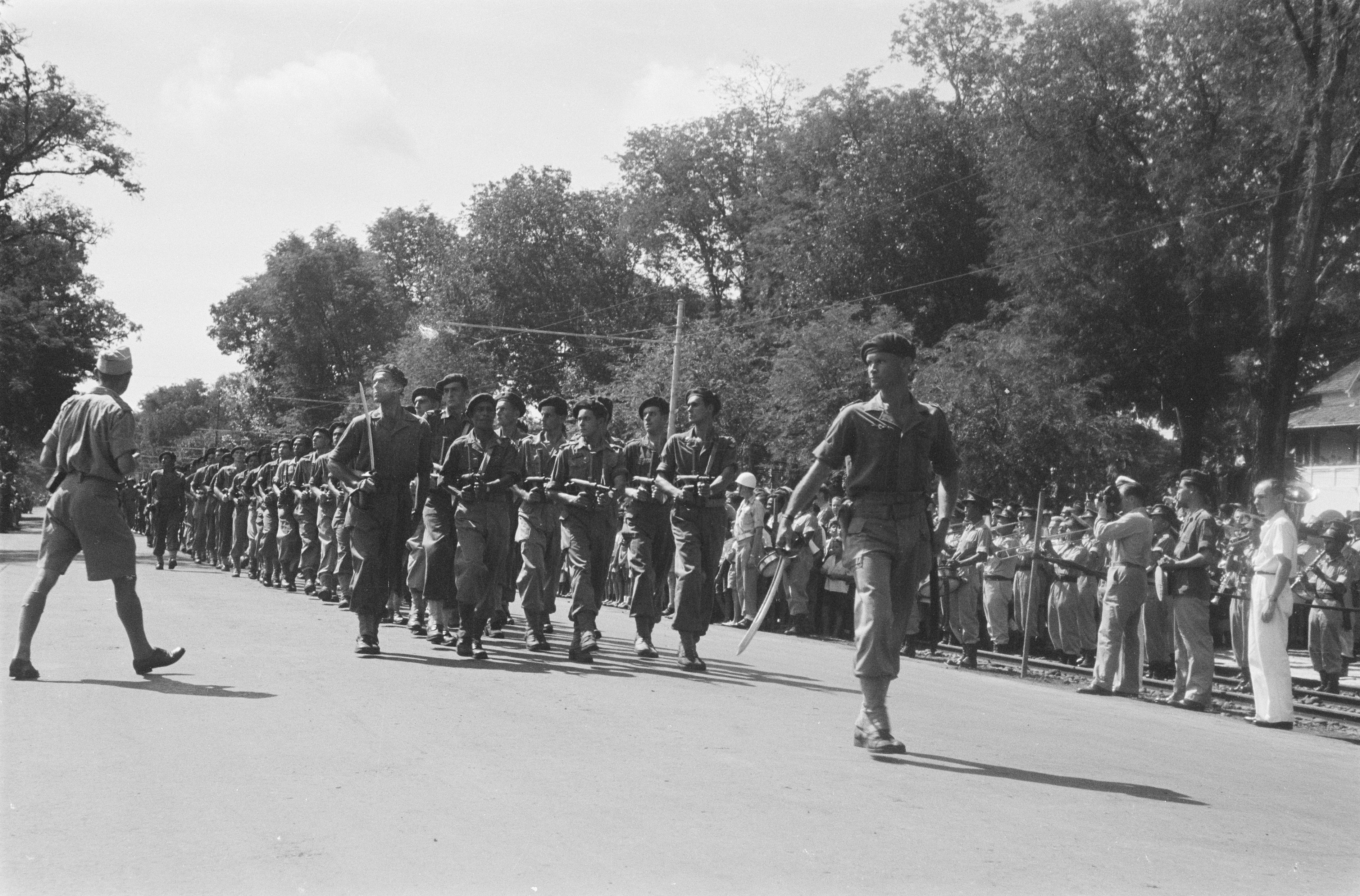
Fallschirmjäger der DSF bei einer Parade in Batavia im Jahr 1947, vorne Hauptmann Raymond Westerling.

1946 bekam er, zunächst als Leutnant und zuletzt als Hauptmann, das Kommando über die Depot Special Forces (DSF), eine Eliteeinheit der KNIL, auf Süd-Sulawesi, wo Nationalisten mit Terroraktionen versuchten, die Rückgabe Indonesiens in die niederländische Regierungsverantwortung zu verhindern. Das DSF bestand meistens aus einheimischen Soldaten und war unnachgiebig gegenüber der Zivilbevölkerung – Tausende von Unschuldigen wurden ohne Gerichtsverfahren hingerichtet.
Wegen ihm vorgeworfener Grausamkeiten bei Niederwerfung der Unruhen wurde Westerling vor ein Kriegsgericht gestellt. Er wurde  freigesprochen, musste aber im Winter 1948 aus der Armee ausscheiden.

## Bandung
Westerling heiratete eine Javanerin und ließ sich als Transportunternehmer in West-Java nieder. In dieser Zeit konvertierte er auch zum Islam. Nach der Unabhängigkeit Indonesiens im Jahre 1949 kommandierte Westerling die APRA (Angkatan Perang Ratu Adil „Die Armee der gerechten Königin“), eine paramilitärische Einheit, die sich aus fanatischen Moslems, Gegnern einer indonesischen Republik sowie niederländischen Deserteuren zusammensetzte. Am 23. Januar 1950 besetzte er mit Teilen seiner Armee die westjavanische Stadt Bandung. Seine Truppen zogen sich aber nach Verhandlungen mit dem niederländischen Statthalter wieder zurück. Wenige Tage später griff Westerling erfolglos eine Polizeikaserne in Jakarta an.
Sein Vorhaben, die Regierung Sukarno zu stürzen und einen unabhängigen Staat Pasundan in West-Java zu gründen, war damit endgültig gescheitert.
Er verließ Indonesien 1950 in Richtung Singapur, wo er wegen illegaler Einreise inhaftiert wurde. Einem Auslieferungsantrag Indonesiens wurde nicht stattgegeben.

## Europa
Während seiner Überstellung in die Niederlande floh Westerling und setzte sich von Kairo aus nach Belgien ab, wo er in einem Hotelzimmer seine Memoiren verfasste. Da es auch in Europa immer wieder zu Skandalen um seine Person kam, musste er sich Anfang 1952 schließlich in die Niederlande begeben. Er wurde festgenommen, jedoch bald wieder entlassen. Ein erneutes indonesisches Auslieferungsbegehren wurde abschlägig beschieden, und ein Prozess, der ihm in den Niederlanden gemacht werden sollte, fand nicht statt.
Am 26. November 1987 starb Westerling in der niederländischen Stadt Purmerend.